# 芸能人監督グランプリ
『芸能人監督グランプリ』（げいのうじんかんとくグランプリ）は、日本テレビで2022年12月2日19:00 - 20:54に放送されたドキュメンタリー教養番組特別番組である。

## 出演者

### MC
- 東野幸治
- ホラン千秋

### 監督・撮影対象者
- フワ監督が撮る上沼恵美子（「上沼恵美子に聞きたい100の質問」）
- 滝沢カレン監督が撮る黒柳徹子（「徹子の大きな大きな物語」）
- 東野幸治監督が撮る草彅剛 （「草彅剛は何者なのか？」）
- 羽鳥慎一監督が撮る斎藤佑樹（「斎藤佑樹 第2の人生とハンカチ」）

## スタッフ
- 企画・総合演出：髙橋利之
- ナレーター：立木文彦
- 構成：桜井慎一、利光宏治
- TM：小椋敏宏
- SW：村松明
- カメラ：西阪康史
- MIX：亘美千子
- 調整：喜屋武寛之
- 照明：池長正宏
- 編集：武者宏
- MA：大江拓也
- 音効：高取謙
- 美術：髙野泰人
- デザイン：北村春美、川野悠介
- 大道具：松橋滉平
- 電飾：池田大介
- 小道具：伊沢英樹
- 美術協力：日テレアート
- メイク：奥松かつら
- モニター：ジャパンテレビ
- 技術協力：NiTRO、ヌーベルバーグ、ヌーベルアージュ
- イラスト：おおはらあつこ
- リサーチ：羽柴千晶・梶谷翔平・高木洋志（パンドラ）、坂田至（クラフトラボ）
- TK：山沢啓子
- デスク：府川麻衣子
- ディレクター：中西裕樹、金山泰之、猪股由太郎、内出有布、中山準士、有瀧希、小崎育海／岩崎海有、田浦悠太郎、邊見朋輝、枡村チャンリカ裕美、近藤優人
- 演出：石﨑史郎
- プロデューサー：杉山直樹、長瀬徹、佐藤里絵、向山典子／伊藤実知子、飛戸亜紀、井艸麻衣
- 統轄プロデューサー：矢野尚子
- チーフプロデューサー：原司
- 制作協力：ZION、Sp!ce Factory、いまじん
- 製作著作：日テレ